# Platytheca galioides
Platytheca galioides är en tvåhjärtbladig växtart som beskrevs av Joachim Steetz.
Platytheca galioides ingår i släktet Platytheca och familjen Elaeocarpaceae. Inga underarter finns listade i Catalogue of Life.